# Banyukuning
Banyukuning is een bestuurslaag in het regentschap Semarang van de provincie Midden-Java, Indonesië. Banyukuning telt 6593 inwoners (volkstelling 2010).